# مايك كونلي جونيور
مايك كونلي جونيور (بالإنجليزية: Mike Conley, Jr.)‏ مواليد 11 أكتوبر 1987، هو لاعب كرة سلة أمريكي يلعب مع فريق ميمفيس غريزليس في الرابطة الوطنية لكرة السلة ويحمل الرقم 11. يبلغ طوله 6 قدم 1 بوصة (1.9 م).

## فرق لعب لها
- ميمفيس غريزليس

## روابط خارجية
- مايك كونلي جونيور على موقع إن بي أي (الإنجليزية)
- مايك كونلي جونيور على موقع سبورتس رفرنس (الإنجليزية)
- مايك كونلي جونيور على موقع كرة السلة الأوروبية.كوم (الإنجليزية)
- مايك كونلي جونيور على موقع إي إس بي إن.كوم (الإنجليزية)
- مايك كونلي جونيور على موقع كلية كرة السلة في سبورتس رفرنس.كوم (الإنجليزية)
- مايك كونلي جونيور على موقع ريلجم (الإنجليزية)
- مايك كونلي جونيور على موقع بروبوليرز (الإنجليزية)